# Carlos António Rodrigues dos Reis
Carlos António Rodrigues dos Reis, conhecido abreviadamente por Carlos Reis GCSE (Torres Novas, 21 de fevereiro de 1863 — Coimbra, 21 de agosto de 1940), foi um pintor naturalista português. Integra-se na segunda geração naturalista, da qual foi um dos pintores mais eminentes. 

## Actividade
Pintou retratos da realeza e nobreza contemporânea bem como cenas da vida quotidiana do povo português. A sua obra revela-se admirável pela sua aptidão para transmitir luminosidades. 
Foi professor da Escola de Belas Artes de Lisboa Foi nomeado director do Museu Nacional de Arte Contemporânea, de Lisboa, em 1911, funções que exerceu até 1914.
Morou em Lisboa, no Solar da Quinta dos Lagares d'El-Rei.
Em 1942, o seu nome foi atribuído a um museu em Torres Novas.
Encontra-se colaboração artística da sua autoria nas revistas Serões (1901-1911) e Atlântida (1915-1920).

## Obras
- Aurora, 1892, Fundação Eça de Queiroz, Tormes, Baião
- Milheiral, 1889, 130x200cm
- Depois da Trovoada, 1891, 98x146,5cm
- Retrato de velho (O Pila), 1880-1900c., 66x56cm, no  Museu Nacional de Belas Artes, Rio de Janeiro
- As Engomadeiras, 1915, 178x120cm
- Asas, 1932 no Museu Municipal Carlos Reis em Torres Novas
- Plus de Vin ou The Empty Flagon, 1932, 151x131cmm, na Fundação Dionísio Pinheiro e Alice Cardoso Pinheiro
- O Adamastor, no Museu Militar de Lisboa
- Comungantes
- Aspecto de Jardim com Tocador de Viola, ?, 48,3x66cm
- Lenda da Princesa Peralta no Salão Nobre da Câmara Municipal da Lousã
- Obra na Sala do Senado do Palácio de S. Bento
- Painéis da sala de baile do Hotel do Buçaco
- Pôr-do-Sol, no Museu Municipal Carlos Reis em Torres Novas
- Primeiro Filho no Museu Municipal Carlos Reis em Torres Novas
- Quinta da Lagartixa, no Museu Municipal Carlos Reis em Torres Novas
- Raios de Sol Ardente, 1913, no Museu Municipal Carlos Reis em Torres Novas
- Retrato de D. Carlos no paço de Vila Viçosa
- Saúde aos Noivos no Museu Municipal Carlos Reis em Torres Novas
- Talha Vidrada  no Museu Municipal Carlos Reis em Torres Novas
- Retrato de Maria Ana do Carmo O’Neill de Mello, 1917, no Museu Condes de Castro Guimarães

## Galeria

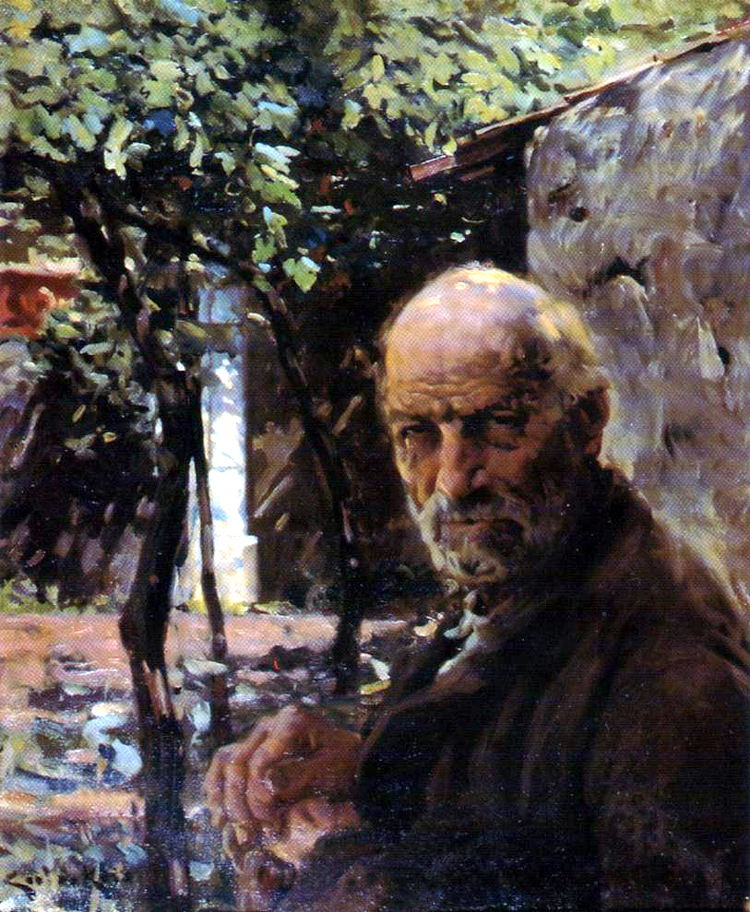
Retrato de velho (O Pila)
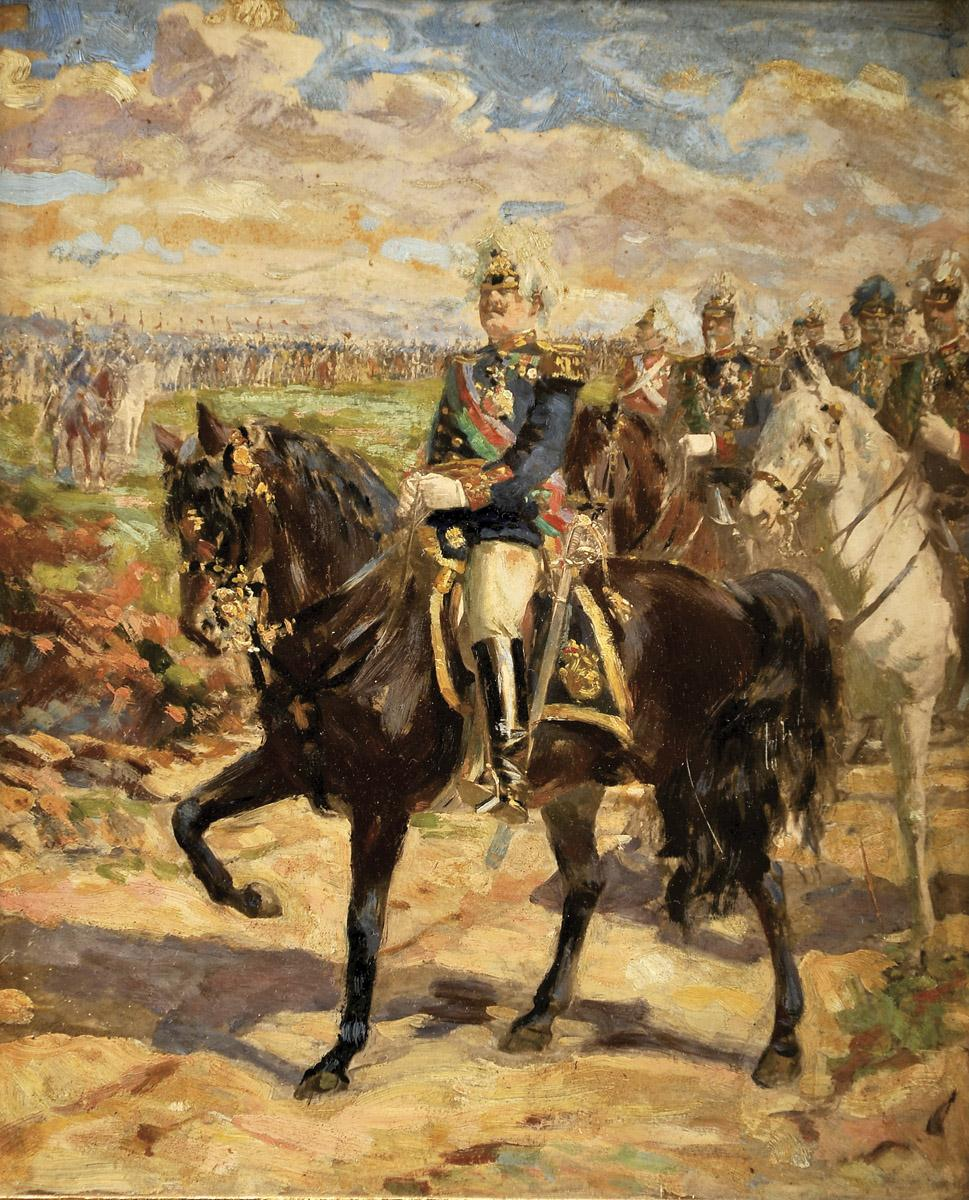
D. Carlos I e o seu Estado-Maior
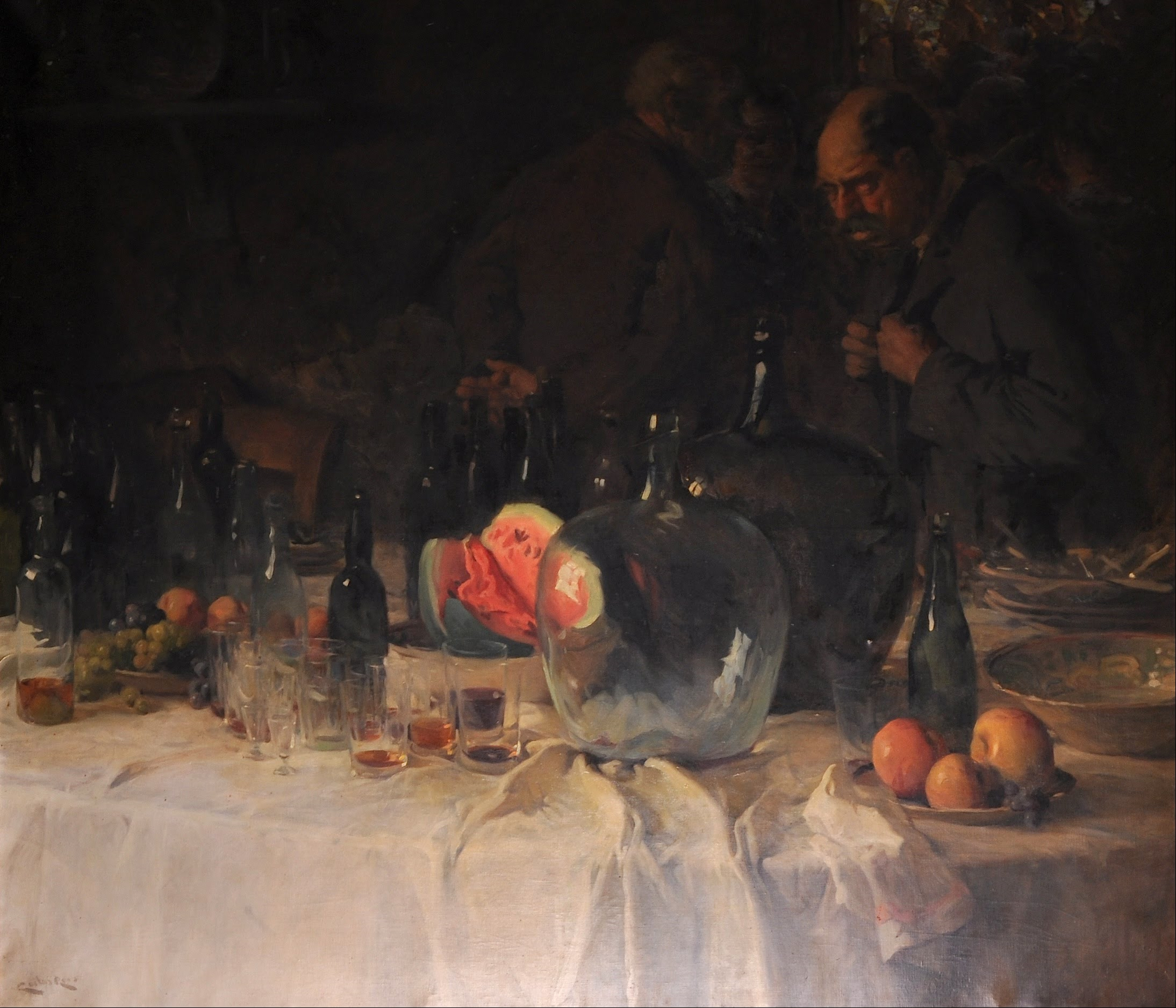
Plus de Vin
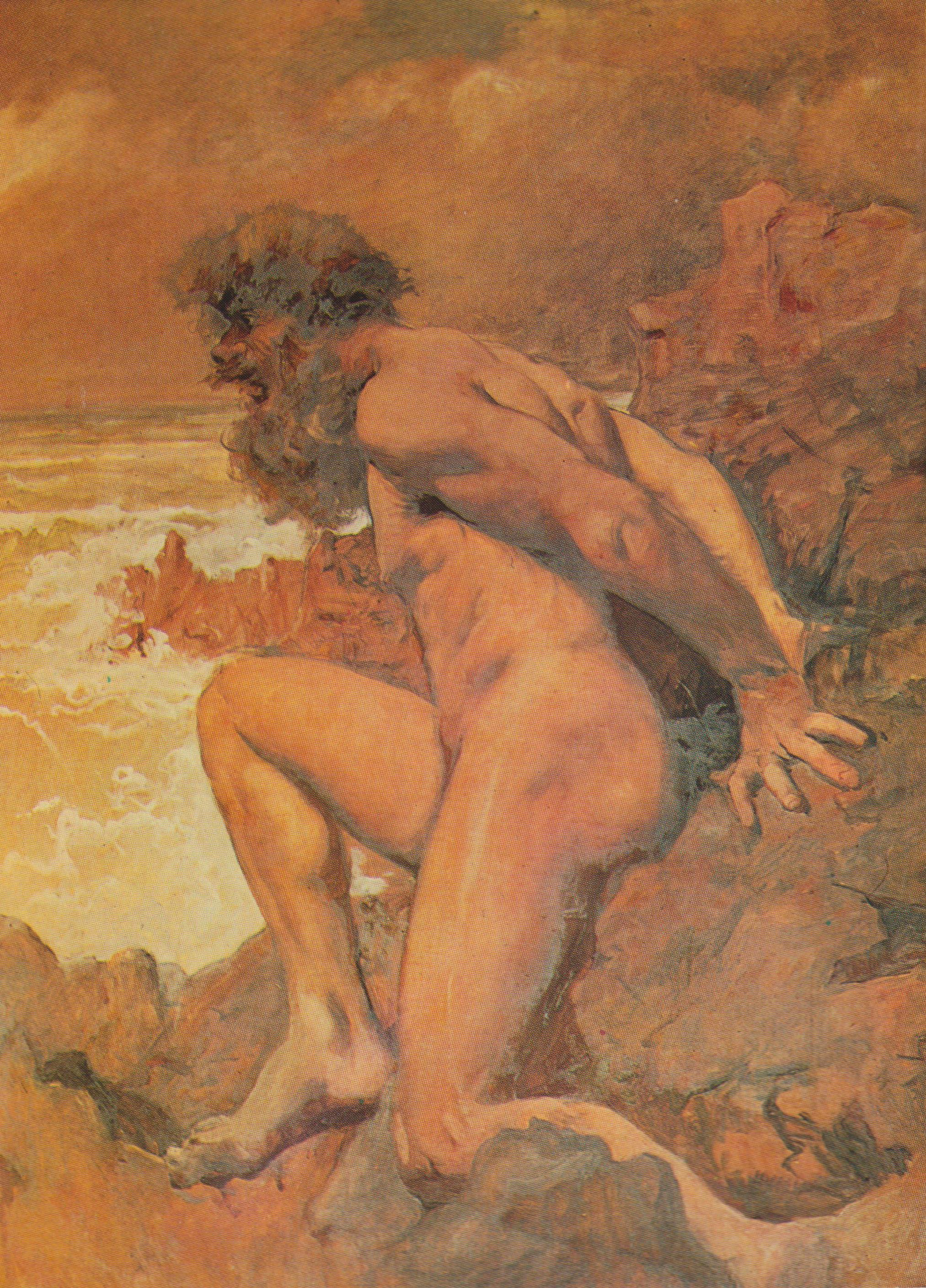
O Adamastor
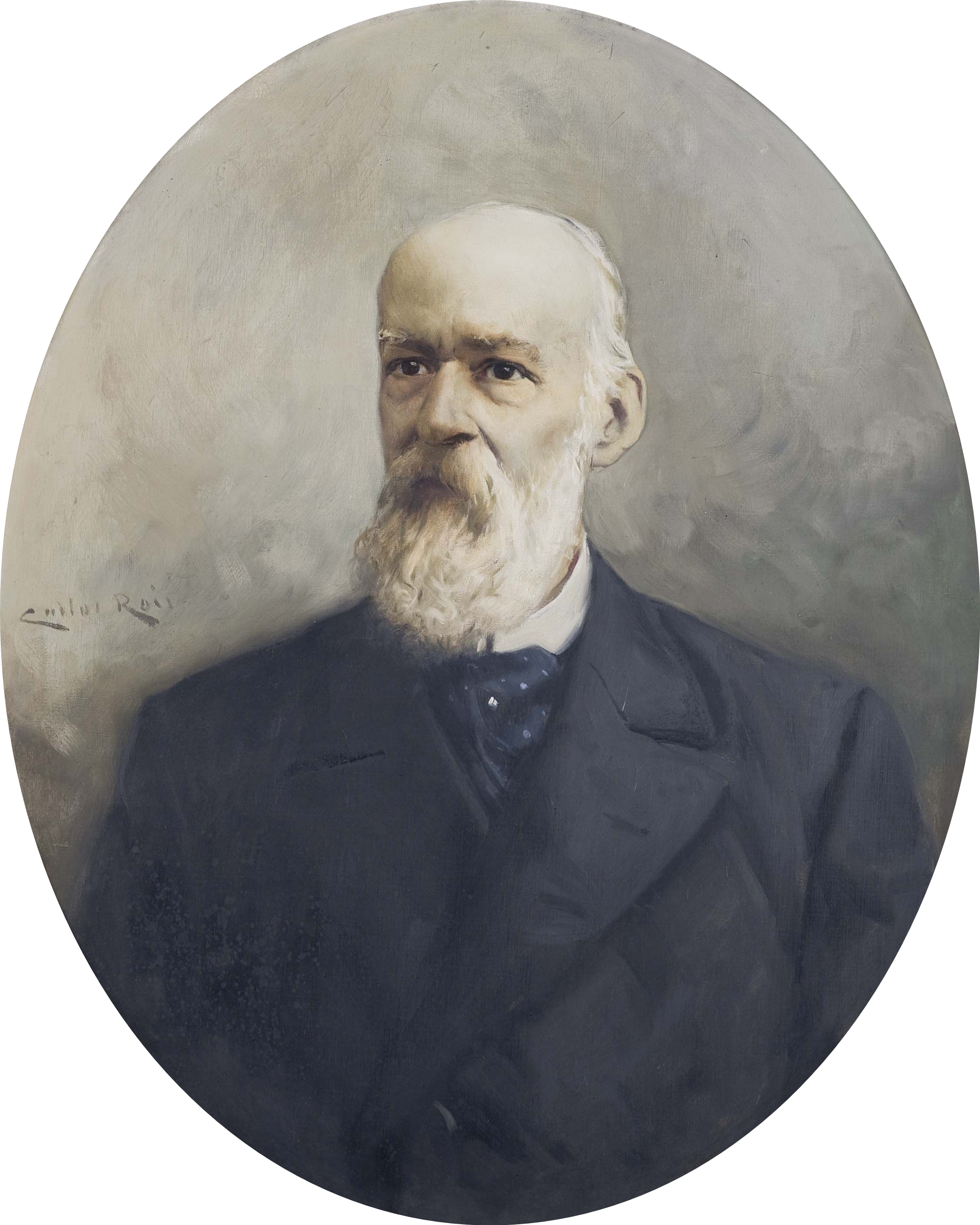
Luís Bívar

## Distinções
- Medalha de honra em pintura da Sociedade Nacional de Belas Artes (1906 e 1920)
- Grã-Cruz da Ordem Militar de Sant'Iago da Espada (14 de agosto de 1940)[5]
- Em 1942 foi atribuido o seu nome ao Museu Municipal de Torres Novas
- Em 1960 foi dado o seu nome a uma rua de Lisboa
- Tem o seu nome num parque da Lousã[6]